# Краусник-Грос Вазербург
Краусник-Грос Вазербург (њем. Krausnick-Groß Wasserburg) општина је у њемачкој савезној држави Бранденбург. Једно је од 37 општинских средишта округа Даме-Шпревалд. Према процјени из 2010. у општини је живјело 632 становника. Посједује регионалну шифру (AGS) 12061265.

## Географски и демографски подаци
Краусник-Грос Вазербург се налази у савезној држави Бранденбург у округу Даме-Шпревалд. Општина се налази на надморској висини од 50 метара. Површина општине износи 54,5 km². У самом мјесту је, према процјени из 2010. године, живјело 632 становника. Просјечна густина становништва износи 12 становника/km².